# Diecezja Agats
Diecezja Agats (łac. Dioecesis Agatsensis, indonez. Keuskupan Agats) – rzymskokatolicka diecezja ze stolicą w Agats w prowincji Papua, w Indonezji. Biskupstwo jest sufraganią archidiecezji Merauke.

## Historia
29 maja 1969 papież Paweł VI bullą Prophetae vaticinium erygował diecezję Agats. Dotychczas wierni z tych terenów należeli do archidiecezji Merauke.

## Główne świątynie
- Katedra: Katedra Krzyża Świętego w Agats

## Biskupi
- Alphonsus Augustus Sowada OSC (1969 – 2001)
- Aloysius Murwito OFM (2002 – nadal)